# Сикиязтамак
Сикиязтамак — деревня в Саткинском районе Челябинской области России. Входит в состав Айлинского сельского поселения. Находится на границе Челябинской области и Башкортостана. Расположена рядом с пещерным комплексом Сикияз-Тамак.

## География
Через деревню протекает река Сикияз, и далее впадает в реку Ай. 

## Население
| 2002 | 2010 |
| ---- | ---- |
| 8    | ↗26  |

По данным Всероссийской переписи, в 2010 году численность населения деревни составляла 26 человек (15 мужчин и 11 женщин).

## Уличная сеть
Уличная сеть деревни состоит из 3 улиц.